# Friedrich Adolf Sauer

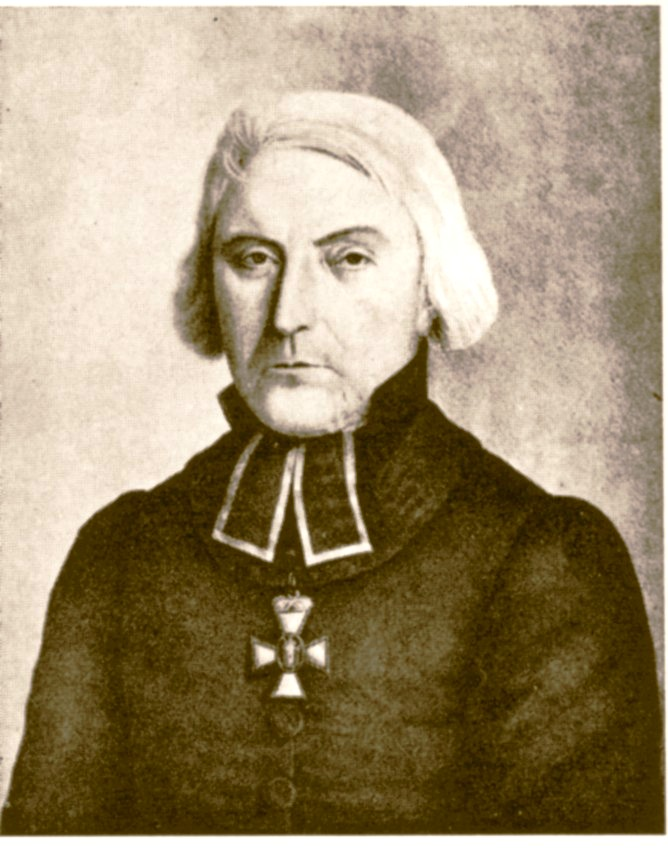
Friedrich Adolf Sauer

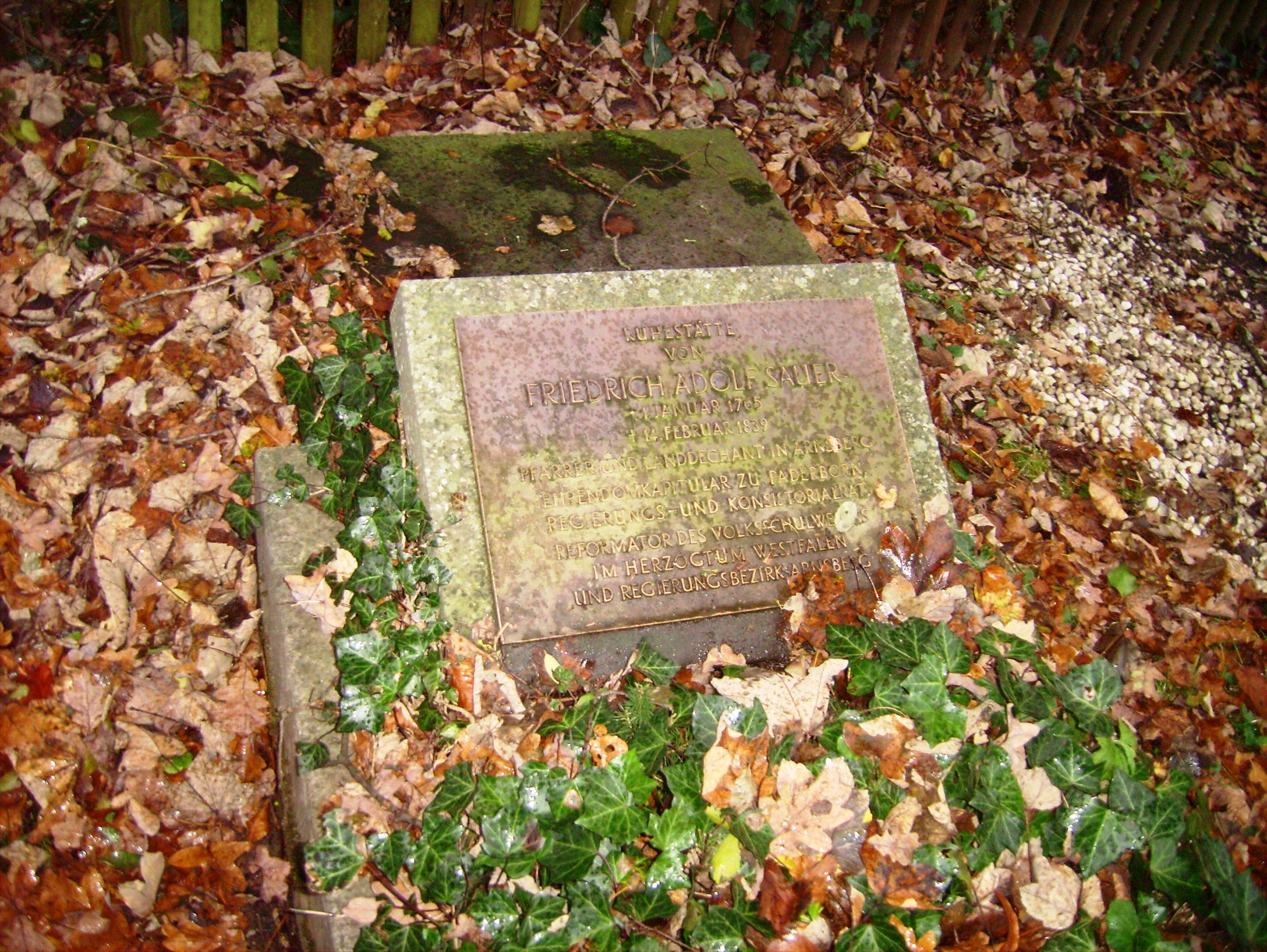
Grabstein

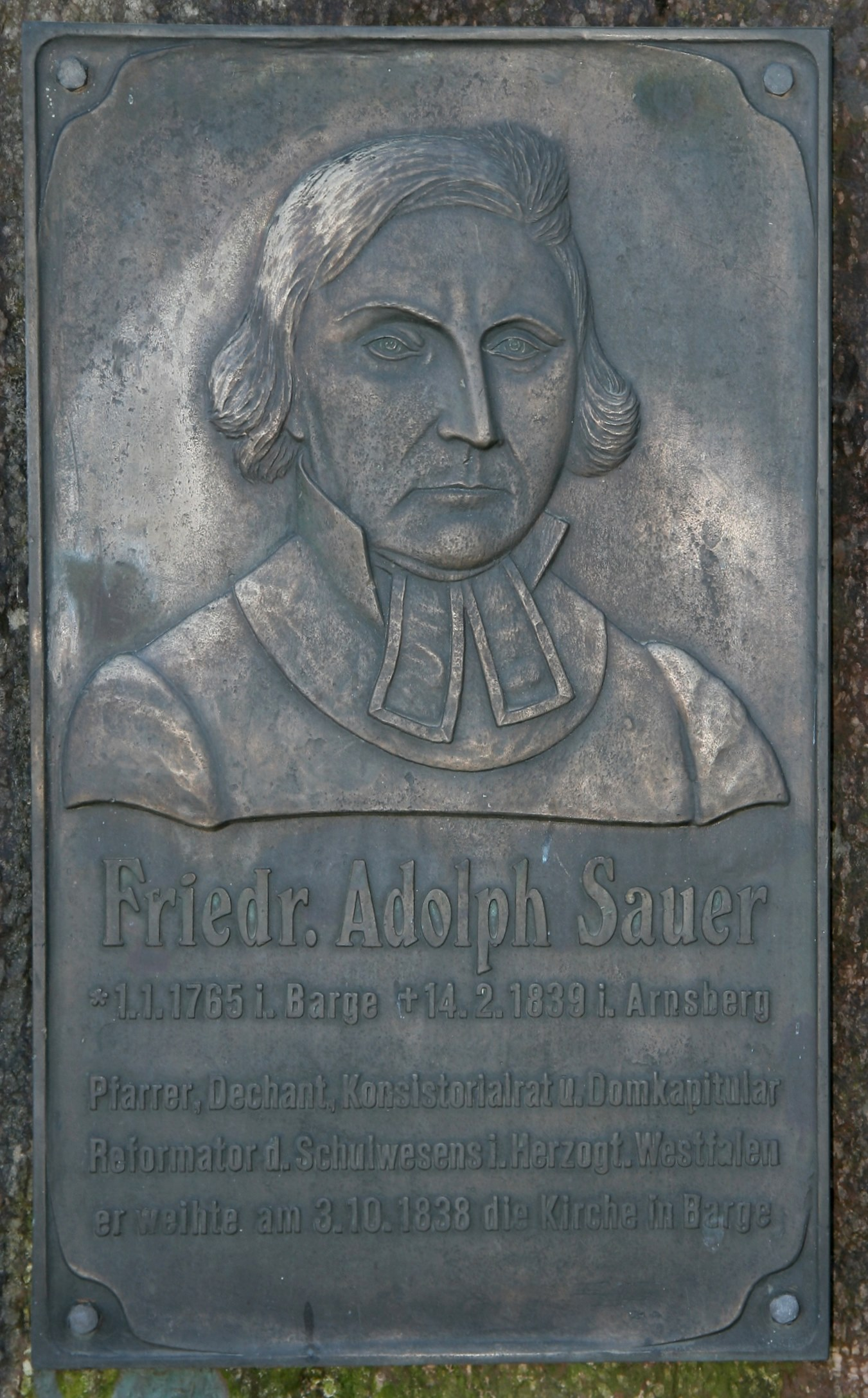
Erinnerungstafel in Barge

Friedrich Adolf Sauer, auch Friedrich Adolph Sauer (* 1. Januar 1765 in Barge; † 14. Februar 1839 in Arnsberg) war ein deutscher römisch-katholischer Pfarrer, Pädagoge und Schulreformer.

## Leben und Wirken
Sauer wurde nach dem Studium in Bonn mit 25 Jahren Pfarrer in Rüthen im damaligen Herzogtum Westfalen. Hier traf er mit dem rührigen Pastor und Schulreformer Melchior Ludolf Herold von Hoinkhausen zusammen, der bald sein väterlicher Freund wurde. Seit Jahren unternahmen Kurfürst Maximilian Franz von Österreich und der von der Aufklärung beeinflusste Minister Franz Wilhelm von Spiegel erhebliche Anstrengungen zur Verbesserung des Schulwesens im zum Kurfürstentum Köln gehörenden Herzogtum. In diesen Rahmen fiel das Wirken Sauers, der vor allem die Ausbildung der bislang nur unzulänglich gebildeten Lehrkräfte an den Elementarschulen im Blick hatte. Während in Bonn, der Hauptstadt des kurkölnischen Staates, bereits eine „Normal-Lehrerbildungsanstalt“ bestand, fehlte eine solche Einrichtung im entfernten Herzogtum. Sauer erhielt vom Kurfürsten die Aufgabe, eine entsprechende Lehrerbildungsanstalt einzurichten, nachdem er dem Kurfürsten durch den amtierenden Schulkommissar Max von Weichs als "einzig fähiger Mann" für diese Aufgabe vorgeschlagen worden war. Sauer unternahm zur Vorbereitung auf seine neue Aufgabe Reisen zu damaligen schulischen Mustereinrichtungen – unter anderem zu den sogenannten Industrieschulen bei Würzburg, die neben theoretischen Kenntnissen auch praktische Fertigkeiten vermittelten – um so ein möglichst modernes Schulkonzept für die neue Einrichtung zu entwickeln.
Ohne Gehalt und einen Schulfonds gründete er 1795 in Rüthen die erste Normalschule für Lehrerinnen und Lehrer im Herzogtum Westfalen. „In seiner Methode setzte er auf den natürlichen Wissensdrang, der jedem Menschen angeboren ist. Im mechanischen Lernen unverstandener Dinge sah er den verhängnisvollsten Fehler.“, konstatiert Ulrich Grun. Nach dem Vorbild der Würzburger Schulen wurde den Mädchen außer Lesen und Schreiben auch Nähen, Stricken und Spinnen beigebracht. Die Jungen lernten Fertigkeiten der „lokalen Industrien“ (z. B. Herstellung von Holzwaren) und im Schulgarten Gartenbau, Obstbau und Bienenzucht.
Das Schulkonzept war mithin nicht nur auf Bildung ausgerichtet, sondern war der Versuch einer Art Wirtschaftsförderung in einer ökonomisch in weiten Teilen zurückgebliebenen und armen Region. Grundsatz des Schulprogramms war: „Der Armut zurvorzukommen ist verdienstlicher, als sie durch Almosen zu lindern.“ Daneben ging es Sauer um eine „Schärfung der Sinne für das richtige Verhältnis der Dinge zueinander, für Ebenmaß und Schönheit.“ Nach diesem Konzept entstanden zahlreiche Schulen in den Gemeinden des Herzogtums. Insgesamt gab es 1802 255 Elementarschulen und 38 Industrieschulen für Jungen sowie 18 für Mädchen. Der Verkauf der in den Schulen hergestellten Produkte hatte zwischen 1797 und 1810 immerhin einen Wert von 100.000 Reichstalern.
Nach dem Ende des Kurstaates verlegte Sauer seine Lehrerbildungsanstalt 1803 nach Arnsberg in das nunmehr leerstehende Haus der Jesuiten. Er wurde zudem Präfekt des säkularisierten Gymnasium Laurentianum und 1804 hessischer und nach dem Wechsel des Landesherrn 1816 preußischer Schul- und Konsistorialrat.
Begraben ist Sauer auf dem Eichholzfriedhof in Arnsberg.
Nach Friedrich Adolf Sauer ist seit dem 8. Januar 1929 die Adolf-Sauer-Schule in Arnsberg benannt.